# Disembodied
Albums de Death Cube K
Dreamatorium
(1994) Tunnel
(1999)
Disembodied est le deuxième album de Buckethead à être publié sous l'anagramme de Death Cube K. Il est sorti le 22 juillet 1997 par la compagnie « ION » et produit en collaboration avec Bill Laswell.

## Liste des pistes
| 1.    | Disembodied     | 9:15  |
| 2.    | Embalmed        | 4:59  |
| 3.    | Terror Tram     | 9:36  |
| 4.    | Hanging Gallows | 5:33  |
| 5.    | Pre Hack        | 15:30 |
| 44:48 |                 |       |

## Note
- Guitare, « orgue de Dr Phibes » et « étirement de chevalet » : Death Cube K (alias Buckethead).
- « Ambient nightmare machete » : Extrakd (producteur et DJ américain).
- Basse : Bill Laswell.
- Enregistré au « Embalming Plant », Oakland (Californie).
- Enregistrement additionnel et mixage au « Greenpoint Studio », Brooklyn; New York.
- Produit par Buckethead et Bill Laswell.